# TDR突擊無人機
Interstate TDR是一款由州際飛機與工程公司研製的早期型無人戰鬥航空載具，也稱為突擊無人機（與21世紀後的自殺無人機有異曲同工之妙）。雖然海軍最初訂購2000架，但最終僅生產約200架。該機型曾部分投入太平洋戰爭中，然而由於該機的設計缺陷，加上礙於當時科技的限制，攻擊無人機的作戰能力有限，導致美國海軍僅於該機服役的一個月後，就草草將之退役了。

## 發展

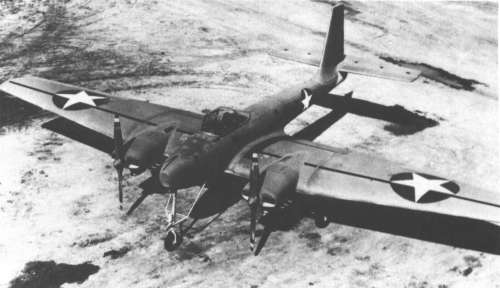
Interstate XBQ-4

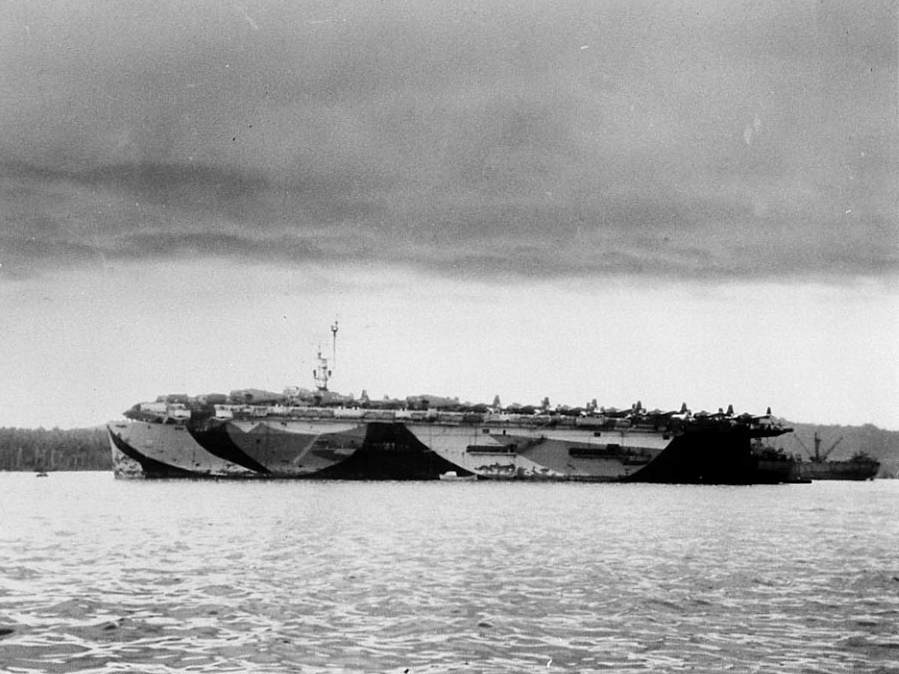
正在將TDR-1和其控制機TBF復仇者式轟炸機運往西南太平洋戰區的護航航空母艦馬爾庫斯島號護航航空母艦

1936年，海軍中校德爾馬·S·法尼（Delmar S. Fahrney）提出將無人遙控飛機投入作戰的概念。然而由於當時技術的限制，「突擊無人機」項目的研發次序較後面，直到1940年代初，隨著雷達高度計和電視技術的發展，以及使用有人改裝飛機進行測試後，針對海軍目標的作戰無人機於2942年4月開始進行測試。同月，在TDN突擊無人機的試驗後，海軍與州際飛機與工程公司簽約，訂購兩架原型機和100架簡化改進型量產機，命名為TDR-1。
TDR-1通常由一架控制飛機（通常是TBF復仇者式轟炸機）來控制，操作員通過顯示無人機上攝像機視角的電視屏幕以及雷達高度計讀數進行操作，或者在測試飛行時由無人機上的飛行員操作。TDR-1的設計極為簡單，機身結構由史溫自行車公司製造的鋼管框架組成，外覆模壓木製蒙皮，這樣的設計可以最大限度地減少使用戰略資源（如鋁）。TDR-1可選擇由飛行員駕駛進行測試飛行，而在作戰時機艙區域則會用空氣動力整流罩覆蓋。TDR-1配備固定的三輪起落架，起飛後起落架則會被拋棄。
1942年9月，美國海軍選擇在伊利諾伊州的德卡爾布製造TDR-1，並在該市東側建立了一個機場。該座早期機場包括一個起落跑道和一個大型機庫。之所以選中德卡爾布，是因為位於該地的沃利策以木製品製造以及加工技術聞名（沃利策本業為製造鋼琴）鋼琴。位於加州瑟袞多的州際飛機與工程公司則負責在機場組裝該機。在第一批約200架無人機製造完成並進行測試後，隨集裝箱運往南太平洋，並投入到對敵對海軍的作戰。
在代號「Operation Option」的計劃下，美國海軍預計將組建多達18個突擊無人機中隊，機隊將會有162架TBF復仇者控制機和1000架突擊無人機。然而，由於TDR-1開發過程中的技術阻礙，加上該項目優先級別仍然較低，最終訂單減少至300架。其中，陸軍航空軍曾測試一架TDR-1，編號為XBQ-4，但測試後並未簽訂生產合同。
1944年，在特別空中任務部隊（Special Air Task Force,SATFOR）的控制下，TDR-1被部署到南太平洋，並將對日軍進行突襲。7月份，特別空中任務部隊進行了進一步測試，其中包括測試攻擊一艘早先擱淺的日本貨船山月丸（Yumasuki Maru），這次任務由距目標7英里（11公里）的復仇者控制飛機進行監控，並通過電視技術監視TDR的視角。
特別空中任務部隊為第一特別任務航空隊（Special Task Air Group 1, STAG-1）配備了TDR-1飛機和復仇者控制飛機。於9月27日進行TDR-1的首次作戰任務，對日本船隻進行轟炸。儘管這次任務取得了成功，但因為技術問題持續存在，飛機未能達到預期，加上傳統武器對日本的打擊效果已經足夠，突擊無人機計劃在生產了189架TDR-1後被取消。TDR-1於10月27日執行最後一次任務，共有50架無人機被投入作戰，其中31架成功擊中目標，而S第一特別任務航空隊的飛行員無一損失。
戰後，一些TDR-1流入民間市場，並改裝成私人運動飛機使用。

## 型號
- XTDR-1 –原型機，共兩架[1]

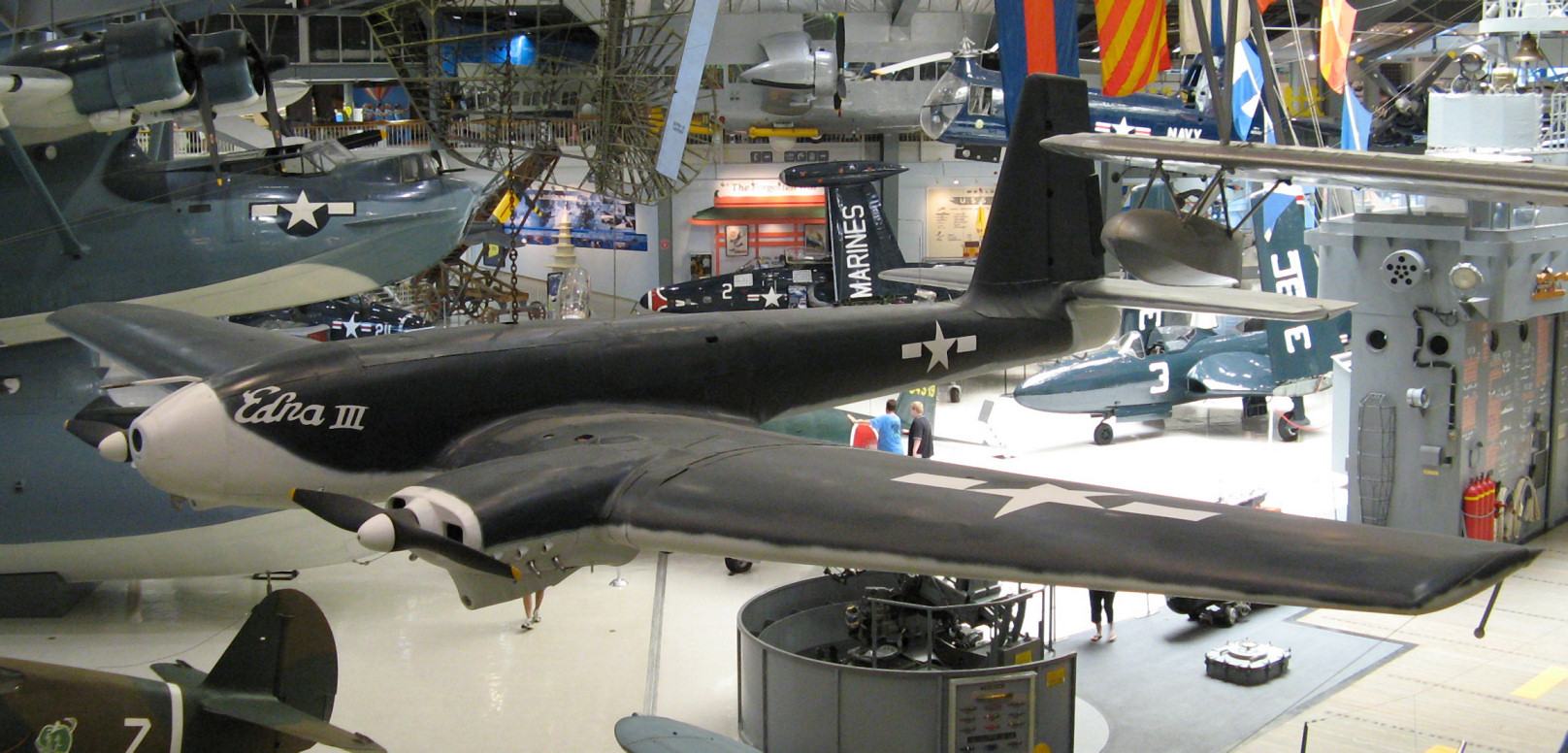
展示於國家海軍航空博物館的Interstate TDR-1

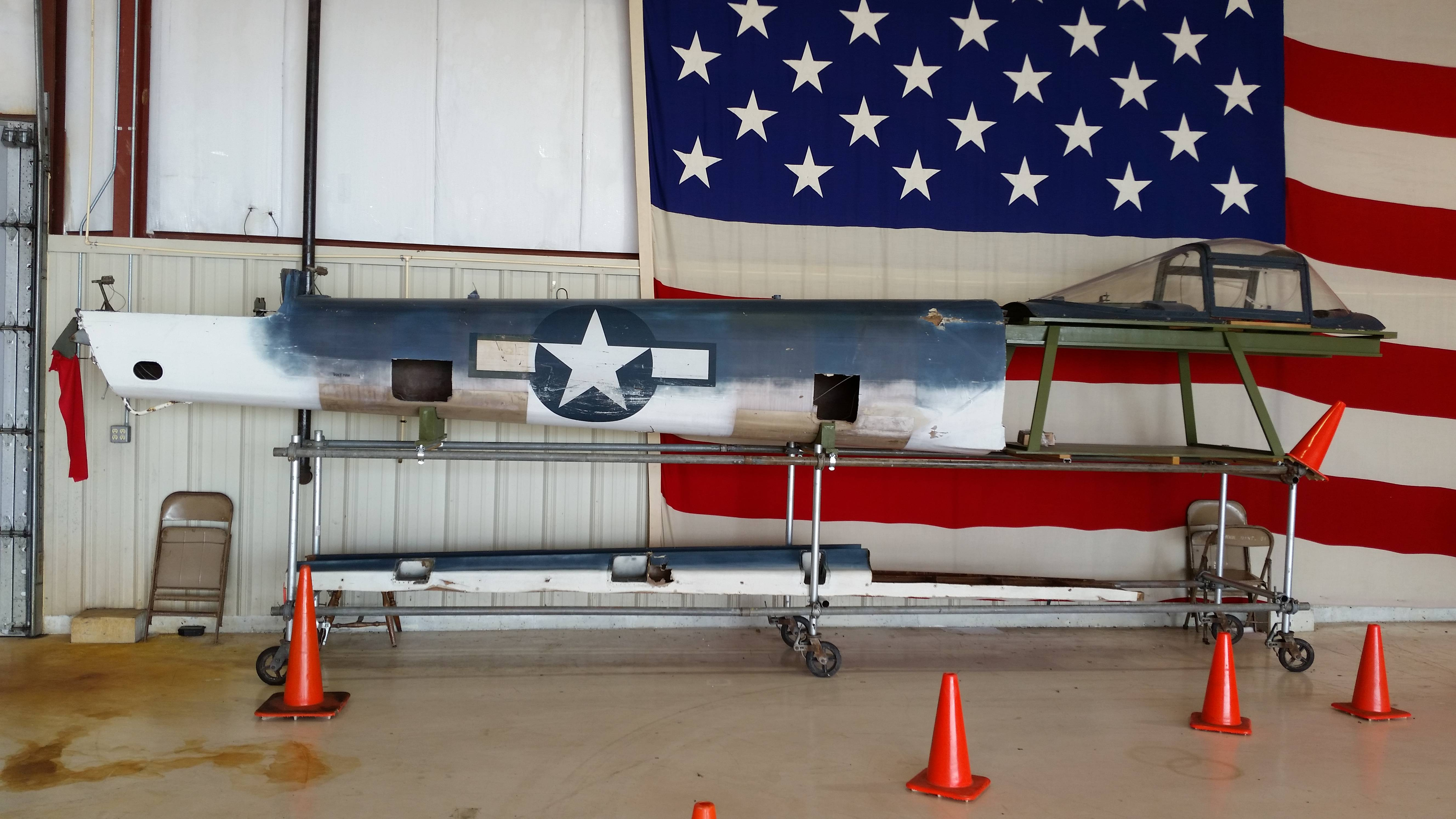
位於迪卡爾布·泰勒市機場的部分Interstate TDR零件

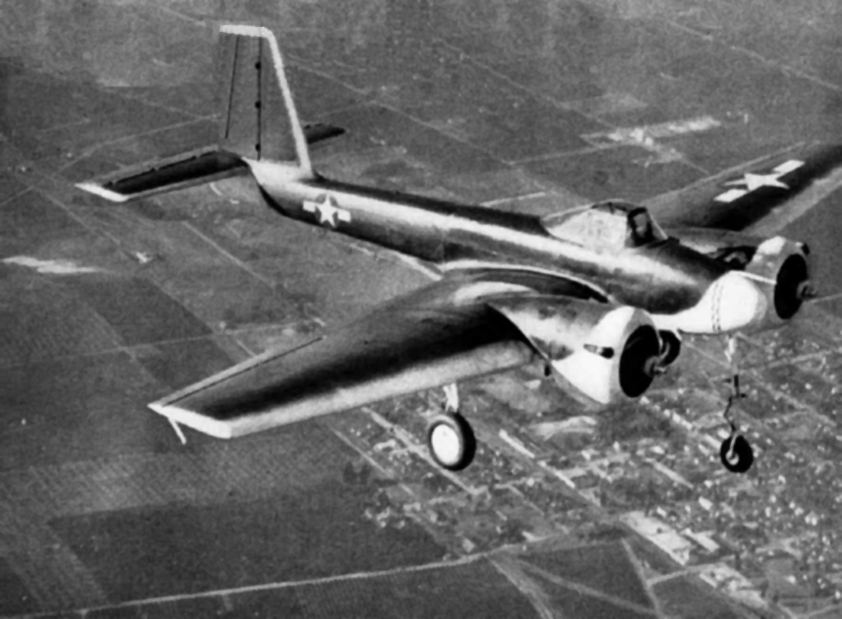
Interstate XTD3R

- TDR-1 –XTDR-1的量產版本，共189架[1]
- XTD2R-1 –改用兩具法蘭克林O-805-2（英语：Franklin O-805）發動機的版本，原先預計建造兩架原型機，但隨後遭取消[1]
- XTD3R-1 –採用萊特R-975（英语：Wright R-975）星型引擎的版本，共3架原型機[1]
- XTD3R-2 –XTD3R-1的衍生版本，共1架原型機[1]
- TD3R-1 –XTD3R-1的量產版本，原先預定40架，但隨後遭取消[1]
- XBQ-4 –TDR-1的陸軍編號版本，共一架由TDR-1改裝而成[1]
- XBQ-5 –XTD2R-1的陸軍編號，雖有保留名稱，但陸軍並未訂購[1]
- XBQ-6 –XTD3R的陸軍編號，並無製造[1]
- BQ-6A –TD3R-1的陸軍編號，並無製造[1]

## 參考

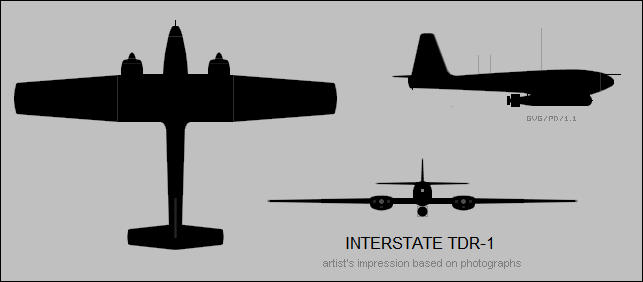
Three view of TDR-1

### 書目
- Goebel, Greg. . Cruise Missiles. VectorSite. 2010  [2010-11-18]. （原始内容存档于2007-08-13）.
- Newcome, Lawrence R. . Reston, Virginia: American Institute of Aeronautics and Astronautics. 2004. ISBN 978-1-56347-644-0.
- Parsch, Andreas. . Directory of U.S. Military Rockets and Missiles, Appendix 1: Early Missiles and Drones. designation-systems.net. 2005  [2010-11-17]. （原始内容存档于2023-12-26）.
- Zaloga, Steven. . New Vanguard 144. New York: Osprey Publishing. 2008. ISBN 978-1-84603-243-1.

## 外部連結
维基共享资源上的相關多媒體資源：TDR突擊無人機